# Parâng-bjergene
Parâng-bjergene (rumænsk udtale: [paˈrɨŋɡ] ; ungarsk: Páring-hegység) er en af de højeste bjergkamme i Rumænien og de sydlige Karpater, med den højeste top, Parângu Mare, der når 2.519 m.

## Beskrivelse
Parâng-bjergene ligger i den sydvestlige del af de Transsylvanske Alper. De er de højeste bjerge fra den lokale Parâng-Cindrel bjerggruppe og de næststørste bjerge i de rumænske Karpater efter Făgăraș bjergene. De ligger mellem Șureanu-bjergene (mod nord), Latoriței-bjergene (nord-øst), Căpățânii-bjergene (øst), Vâlcan-bjergene (vest) og Petroșani-depressionen i nordvest. De ligger syd og øst for byen Petroşani og danner et 100 kilometer langt plateau fra øst til vest og 70-80 kilometer bredt fra nord til syd, som udgør den østlige barriere af Jiu-dalen.

## Geologi
Parâng-bjergene består overvejende af krystallinske klipper, perifert dækket af pletter af sedimenter fra palæozoikum, mesozoikum (massiv kalksten, konglomerater) og kenozoikum, blandet med store områder af granitfremspring. På den sydlige skråning findes sedimentære bjergarter fra den mesozoiske æra, nærmere bestemt massiv kalksten fra juraperioden. De nyeste klipper findes på den sydlige ramme af bjergene og i nordvest, hvor den grænser op til Petrosani-depressionen. Klippernes natur begunstigede fremkomsten af store, afrundede højderygge, adskilt af dybe dale. Bjergene præsenterer en overordnet asymmetri, med den nordlige front mere stejl, med korte højdedrag, mens den sydlige facade er mindre skrånende og med længere højderyg. Især i den sydlige del er pisterne sammensat af flere trin.

## Billedgalleri
- Găuri-toppen
- Parângu Mare-toppen set fra Găuri peak
- Coasta lui Rus-toppen set fra nord
- Coasta lui Rus-toppen set fra vest
- Ghereșu issø
- Parângu Mare-toppen
- Cârja (2405 moh.), den næsthøjeste top
- Udsigt over Parâng-bjergenes hovedryg